# Bíblia de Ginebra
La Bíblia de Ginebra és una de les traduccions històricament més importants de la Bíblia a l'anglès, que precedeix la traducció de King James en 51 anys. Es va publicar el 1560, ja que durant el regnat de Maria la Sanguinària, molts protestants van haver de marxar a Ginebra (Suïssa).
Va ser una de les Bíblies que es van dur a Amèrica, en el Mayflower (Pilgrim Hall Museum i el Dr. Jiang van recollir diverses bíblies dels passatgers del Mayflower). La Bíblia de Ginebra va ser utilitzada per molts dissidents anglesos i fou respectada pels soldats d'Oliver Cromwell en el moment de la Guerra Civil Anglesa, en el pamflet de Cromwell's Soldiers' Pocket Bible.

## Història
Durant el regnat de la reina Maria I d'Anglaterra (1553-1558), una sèrie d'estudiosos protestants van fugir d'Anglaterra a Ginebra, que llavors era governada com una república per Jean Cauvin i, després per Théodore de Bèze, que comptaven amb el lideratge espiritual i teològic. D'entre aquests estudiosos, va ser William Whittingham qui va supervisar la traducció que ara es coneix com la Bíblia de Ginebra, en col·laboració amb Myles Coverdale, Christopher Goodman, Anthony Gilby, Thomas Sampson, William Cole. Alguns d'aquest grup, més tard es van convertir en figures prominents en la controvèrsia de Vestments. Whittingham va ser directament el responsable del Nou Testament, que va completar i publicar el 1557, mentre que Gilby va supervisar l'Antic Testament.
La primera edició completa d'aquesta Bíblia, amb una millor revisió del Nou Testament, va aparèixer el 1560, però no va ser imprès a Anglaterra fins al 1575 el Nou Testament i fins al 1576 la Bíblia completa. Es van publicar més de 150 edicions, l'última probablement l'any 1644. La primera Bíblia impresa a Escòcia va ser una Bíblia de Ginebra que es va publicar per primera vegada el 1579. De fet, la participació de Knox i Cauvin en la creació de la Bíblia de Ginebra la va fer especialment atractiva a Escòcia, on es va aprovar una llei el 1579 que obligava totes les llars a disposar dels mitjans suficients per comprar-ne una còpia.
Algunes edicions des de 1576 en endavant inclouen revisions de Laurence Tomson del Nou Testament. A partir de 1599 utilitzen una nova versió de l'Apocalipsi on les notes van ser traduïdes des d'un nou comentari llatí de Franciscus Junius.
Les anotacions, que són una part important de la Bíblia de Ginebra, eren de caràcter calvinista i purità, i no agradaven als dirigents anglicans a favor del govern de l'Església d'Anglaterra, així com al rei Jaume I, que va encarregar la "versió autoritzada ", la Bíblia del rei Jaume (King James), amb la finalitat de reemplaçar-la. La Bíblia de Ginebra també havia motivat la producció anterior de la Bíblia dels Bisbes sota Elisabet I d'Anglaterra, per la mateixa raó, i l'edició posterior de la Biblia Douai Reims per a la comunitat catòlica. La Bíblia de Ginebra va seguir sent popular entre els puritans i va mantenir-se el seu ús generalitzat fins després de la Guerra Civil Anglesa. Les notes de Ginebra van ser sorprenentment incloses en unes poques edicions de la versió King James, fins i tot tan tard com l'any 1715.

## Traducció
Com la majoria de les traduccions del moment en anglès, la Bíblia de Ginebra es va traduir de les edicions acadèmiques del grec del Nou Testament i les escriptures hebrees que componen l'Antic Testament. La versió anglesa es basa substancialment en les traduccions anteriors de William Tyndale i Myles Coverdale (més del 80 per cent de la llengua en la Bíblia de Ginebra és de Tyndale). No obstant això, la Bíblia de Ginebra va ser la primera versió anglesa en el qual tot l'Antic Testament va ser traduït directament de l'hebreu.